# 燃えろ!仮面ライダー
「燃えろ!仮面ライダー」（もえろ かめんライダー）は、水木一郎、こおろぎ'73のシングル。
1979年10月10日に日本コロムビアから発売された。型番はSCS-489。

## 解説
表題曲「燃えろ!仮面ライダー」は、テレビドラマ『仮面ライダー (スカイライダー)』の前期オープニングテーマとして使用された。カップリングには、同じく水木一郎が歌う前期エンディングテーマ「はるかなる愛にかけて」が収録されている。
テレビでは両曲とも第28話まで使用され、それ以降は後期主題歌（「男の名は仮面ライダー」「輝け!8人ライダー」）が使用された。
なお、当初は「変身!仮面ライダー」がオープニングテーマとして検討されていたが、「燃えろ!仮面ライダー」に差し替えられたため、主題歌シングルには収録されなかった。

## 収録曲
1. 燃えろ!仮面ライダー
作詞：石森章太郎 / 作曲・編曲：菊池俊輔 / 歌：水木一郎、こおろぎ'73
  - テレビドラマ『仮面ライダー（スカイライダー）』オープニングテーマ1
2. はるかなる愛にかけて
作詞：八手三郎 / 作曲・編曲：菊池俊輔 / 歌：水木一郎、こおろぎ'73
  - テレビドラマ『仮面ライダー（スカイライダー）』エンディングテーマ1

## カバー
「ベスト・ライブラリー ダブル・デラックス 最新アニメ主題歌ベスト28」（K13A71～K13A72、1980年発売）
たいらいさお - キングレコードによる「燃えろ!仮面ライダー」のカバーを収録。
「アニメタル・マラソンII 特撮編」（SRCL-4200～SRCL-4201、1998年2月21日発売）
アニメタル - ソニーレコード（ソニー・ミュージックレコーズ）による「燃えろ!仮面ライダー」を収録。